# Odontostreptus rugistriatus
Odontostreptus rugistriatus är en mångfotingart som först beskrevs av Carl Oscar von Porat 1893.  Odontostreptus rugistriatus ingår i släktet Odontostreptus och familjen Spirostreptidae. Inga underarter finns listade i Catalogue of Life.